# Il Terzo Reich
Il Terzo Reich (titolo originale El Tercer Reich) è un romanzo dello scrittore cileno Roberto Bolaño, scritto nel 1989 e pubblicato postumo nel 2010, in Italia edito da Adelphi. Il libro narra la storia di un giovane campione di wargame da tavolo e del suo confronto con un avversario misterioso, durante un soggiorno estivo in Spagna, il tutto visto dagli occhi del protagonista.

## Trama
Il giovane Udo Berger è il campione tedesco di giochi strategici di guerra da tavolo, tanto abile da aver fatto diventare questa sua passione quasi un lavoro. In particolare il suo preferito è il "Terzo Reich", una simulazione del teatro europeo del secondo conflitto mondiale, in cui si fronteggiano Alleati ed Asse. Anche durante una vacanza estiva sulla Costa  Brava, in compagnia della sua fidanzata Ingeborg, lo studio del gioco rimane il centro dei suoi pensieri, alla  ricerca di nuove strategie e mosse vincenti. 
Tra un movimento di truppe e gli appunti redatti per gli articoli futuri, gli resta comunque il tempo per i consueti rituali di ogni vacanza estiva, compresa qualche amicizia estemporanea con gli altri villeggianti e le persone del posto. La coppia di connazionali con cui Udo ed Ingborg fanno conoscenza si rivela però abbastanza male assortita. Fatto non sorprendente, visto che Hanna e Charlie si conoscono da poco, e Charlie è una persona piuttosto imprevedibile, incline a bere in modo sfrenato e a lanciarsi in azioni avventate, spesso in compagnia di due persone del posto, il Lupo e l'Agnello. Udo nel frattempo fa conoscenza con il Bruciato, gestore di un noleggio di pattìni sulla spiaggia, così chiamato per le ustioni che ne sfigurano volto e corpo, caratteristica a cui associa una comprensibile inclinazione alla riservatezza.
La vacanza sembra comunque finire drammaticamente quando Charlie scompare durante un'uscita con il suo windsurf, poi ritrovato abbandonato alla deriva. Vista l'inutilità delle ricerche, sia Hanna che Ingeborg scelgono di tornare in Germania, preferendo lasciarsi alle spalle tutto quello che ha a che fare con quello sfortunato soggiorno estivo. Al contrario Udo ha trovato motivazioni per prolungare la sua permanenza ben oltre il previsto, a costo di perdere il suo lavoro e trascurare gli altri impegni presi. Ha infatti avviato un'appassionante partita con il Bruciato, che dopo un inizio prevedibilmente stentato si rivela un avversario preparato e ostico, impegnandolo al massimo, e mettendo a dura prova la sua originale strategia d'attacco messa a punto per far prevalere le forze dell'Asse. Quasi in contemporanea, la moglie del proprietario dell'albergo, Frau Else, di cui il giovane Udo è invaghito da tempo, sembra un poco alla volta cedere al suo assedio. E mentre si avviano a conclusione gli ultimi residui della stagione estiva, probabile ispirazione di sogni piuttosto inquietanti, il giocatore trova l'elemento che unisce le due partite, destinate comunque a finire con una bruciante sconfitta. Le conseguenze non saranno quelle temute, ma nella vita di Udo, tornato alla sua Stoccarda, non ci sarà più spazio per quel gioco.

## Edizioni
- Roberto Bolaño, Il Terzo Reich, traduzione di Ilide Carmignani, 1ª ed., Adelphi, 2010  [2010], ISBN 978-88-459-2501-6.